# Sparassis
Sparassis Fr., (1819) è un genere di funghi basidiomiceti della famiglia Sparassidaceae.

## Specie diSparassis
La specie tipo è Sparassis crispa (Wulfen) Fr. (1821), altre specie incluse sono:
- Sparassis brevipes Krombh. (1834)
- Sparassis cystidiosa Desjardin & Zheng Wang (2004)
- Sparassis foliacea (St.-Amans) Fr.
- Sparassis kazachstanica Shvartsman (1964)
- Sparassis laminosa Fr. (1836)
- Sparassis miniensis Blanco-Dios & Z. Wang (2006)
- Sparassis nemecii Pilát & Veselý (1932)
- Sparassis ramosa Schaeff.
- Sparassis spathulata (Schwein.) Fr. (1828)
- Sparassis tremelloides Berk. (1873)

## Etimologia
Dal greco spáraxis (σπάραξις) = dilacerazione, per la forma del carpoforo.